# Mon père et moi
Pour plus de détails, voir Fiche technique et Distribution.
Mon père et moi (About My Father) est un film américain réalisé par Laura Terruso et sorti en 2023.

## Synopsis
Sebastian Maniscalco (en) informe son père Salvo, un immigré italien très traditionnel, de son intention de demander sa petite amie, une Américaine, en mariage. Salvo insiste pour les rejoindre pour le week-end avec ses parents. Le choc des deux cultures est très important entre ce modeste coiffeur italo-américain et cette riche famille américaine.

## Fiche technique
Sauf indication contraire, les informations mentionnées dans cette section peuvent être confirmées par la base de données cinématographiques IMDb,  présente dans la section « Liens externes ».
- Titre original : About My Father
- Titre français : Mon père et moi
- Réalisation : Laura Terruso
- Scénario : Sebastian Maniscalco et Austen Earl
- Musique : Stephanie Economou
- Direction artistique : Shannon Kemp
- Décors : Javiera Varas
- Costumes : Brenda Abbandandolo
- Photographie : Rogier Stoffers
- Montage : Scott D. Hanson
- Production : Chelsea Kujawa, Andrew Miano, James Myers, Judi Marmel, Chris Weitz et Paul Weitz
  - Production déléguée : Dan Balgoyen, Jared Goldman et Sebastian Maniscalco
- Société de production : Depth of Field
- Sociétés de distribution : Metropolitan Filmexport (France), Lionsgate (États-Unis)
- Budget : n/a
- Pays de production :  États-Unis
- Langue originale : anglais
- Format : couleur
- Genre : comédie
- Durée : 89 minutes
- Dates de sortie[2] :
  - États-Unis : 26 mai 2023
  - France : 31 mai 2023 (cinéma), 3 octobre 2023 (DVD et VOD) [3]

## Distribution
- Sebastian Maniscalco (en) (VF : Lionel Tua ; VQ : Louis-Philippe Dandenault) : lui-même
- Robert De Niro (VF : Patrick Messe ; VQ : Jean-Marie Moncelet) : Salvo Maniscalco
- Leslie Bibb (VF : Laura Préjean ; VQ : Catherine Hamann) : Ellie
- Anders Holm (VF : Benoît Du Pac ; VQ : Adrien Bletton) : Lucky Collins
- David Rasche (VQ : Marc Bellier) : Bill
- Kim Cattrall (VQ : Danièle Panneton) : Tigger
- Brett Dier (VF : Aurélien Raynal ; VQ : Nicolas Bacon) : Doug Collins
- Jonathan Van Ness (VF : Olivier Benard) : lui-même

 Source et légende : version française (VF) sur RS Doublage ; version québécoise (VQ) sur Doublage.qc.ca

## Production
En avril 2018, il est annoncé que l'humoriste Sebastian Maniscalco (en) va être la tête d'affiche d'un long métrage inspiré de sa propre vie pour Lionsgate, d'après un script coécrit avec Austen Earl. Le projet ne fait plus parler de lui jusqu'en mai 2021 lorsque Laura Terruso est annoncé à la réalisation et que Robert de Niro est annoncés. Chris et Paul Weitz sont également liés à la production. En septembre 2021, Leslie Bibb et Kim Cattrall rejoignent la distribution,. En novembre 2021, Brett Dier, Anders Holm et David Rasche sont également annoncés.

### Tournage
Le tournage débute en septembre 2021 à Mobile dans l'Alabama et dure un mois,,.

## Accueil

### Accueil critique
En France, le site Allociné donne la note de 2,3⁄5, après avoir recensé et interprété 6 critiques de presse.

### Box-office
Pour son premier jour d'exploitation en France, Mon père et moi a réalisé 5 084 entrées, dont 455 en avant-premières, pour un total de 791 séances proposées. En comptant pour ce premier jour les avant-premières, le film se positionne en quatrième place du box-office des nouveautés pour sa journée de démarrage, derrière L'Île rouge (7 359) et devant Renfield (3 654).
Au bout d’une première semaine d’exploitation dans les salles françaises, le long-métrage totalise 25 767, pour une douzième place au box-office hebdomadaire, derrière Renfield (25 984) et devant Les Trois Mousquetaires : D'Artagnan (25 022).
| Pays ou région        | Box-office        | Date d'arrêt du box-office | Nombre de semaines |
| --------------------- | ----------------- | -------------------------- | ------------------ |
| États-Unis Canada     | 12 089 391 $      | 13 juillet 2023            | 7                  |
| France                | 34 385 entrées    | 27 juin 2023               | 4                  |
| Total hors États-Unis | +006 078 428, USD | -                          | -                  |
| Total mondial         | 18 167 819 USD    | -                          | -                  |